# Pseudorbis granulum
Pseudorbis granulum is een slakkensoort uit de familie van de Skeneidae. De wetenschappelijke naam van de soort is voor het eerst geldig gepubliceerd in 1873 door Brugnone.